# Bagoas
Bagoas (em antigo iraniano: Bagāvahyā, em grego clássico: Βαγώας Bagōas) foi um eunuco persa que viveu no Século IV AC. Bagoas, o Jovem (termo usado para o diferençar de um outro Bagoas, vizir do Império Aqueménida), foi um cortesão de Dario III e mais tarde de Alexandre o Grande.

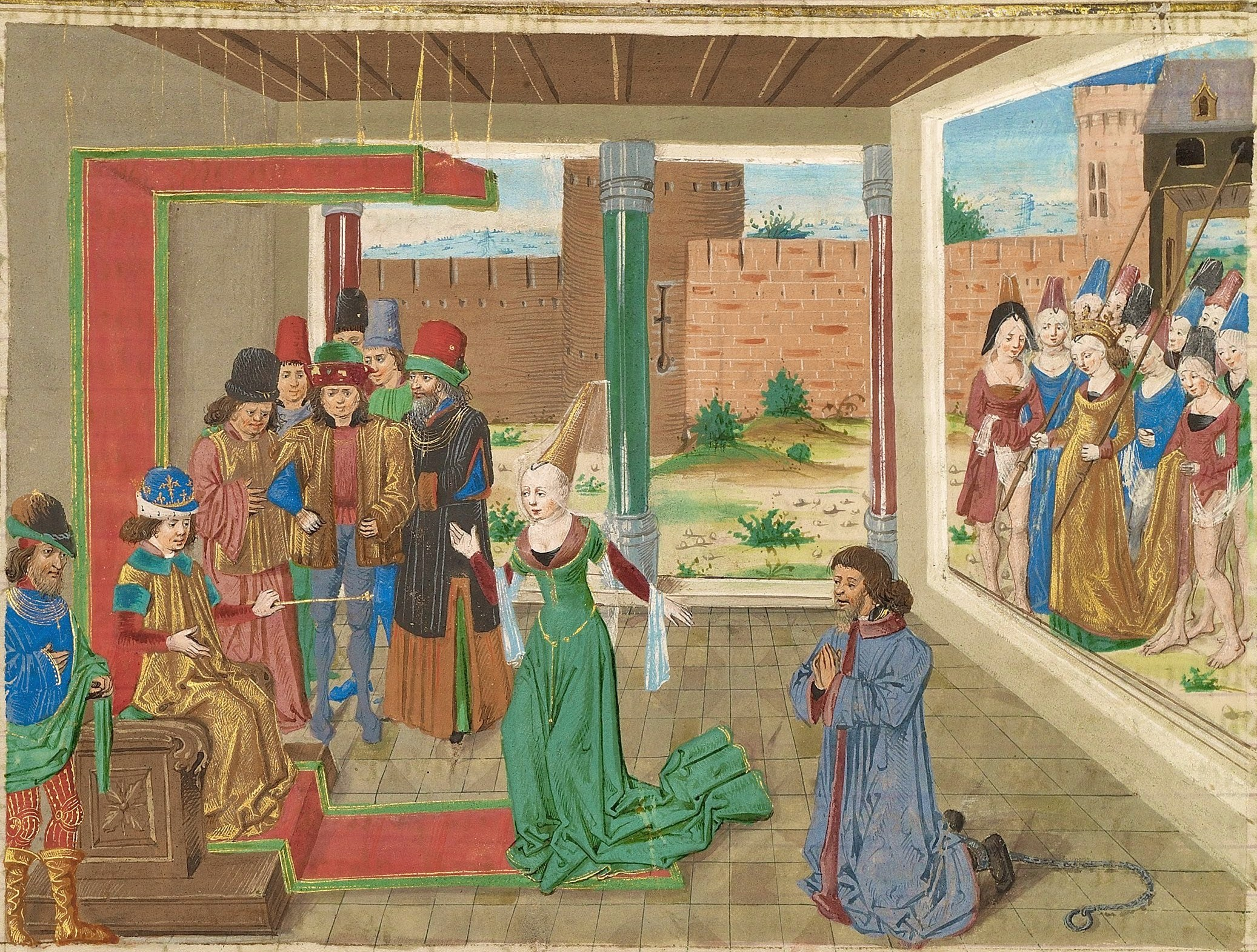
Bagoas intercede a favor de Nabarzanes (obra de 1470 -1475 que representa Bagoas, com trajes femininos, falando perante Alexandre o Grande.)

Embora informações sobre sua biografia sejam extremamente escassas, Bagoas ganhou destaque no imaginário contemporâneo em 1972, com o lançamento do livro The Persian Boy, da escritora Mary Renault. Em seu roteiro, Renault descreve a vida de Bagoas através de uma mistura entre pesquisa e imaginação, definindo-o como um menino escravizado, castrado e feminilizado pelos exércitos do imperador Dario. Também sugere que Alexandre, o Grande manteve com ele um relacionamento homossexual e que era um dos seus amantes preferidos.